# Pagani Zonda
El Pagani Zonda es un automóvil superdeportivo producido por el fabricante italiano Pagani Automobili S.p.A. desde 1999 hasta 2017. Se producían aproximadamente diez unidades por año. Es un automóvil con motor central-trasero y con carrocería cupé o Roadster biplaza. El material de construcción es fibra de carbono, principalmente.

## Historia
Algunos principios de la ingeniería del Zonda fueron realizados por el piloto campeón de Fórmula 1 Juan Manuel Fangio. Este modelo originalmente iba a ser llamado "Fangio F1", pero tras la muerte de Fangio en 1995 se lo llamó Zonda, en honor a un viento seco y cálido característico de la zona andina del oeste argentino.
Previamente a la presentación del Zonda, su diseñador Horacio Pagani, había trabajado como constructor en proyectos como el Lamborghini Countach Evoluzione y como diseñador en el P140 y en el Lamborghini Diablo.
Horacio Pagani llegó a Lamborghini recomendado por Juan Manuel Fangio. Mientras trabajaba para Lamborghini, concebía su sueño personal: diseñar y fabricar su propio automóvil deportivo.
Un dato destacable es que el Zonda aprueba satisfactoriamente cada una de las 36 evaluaciones de seguridad realizadas previamente para la fabricación y comercialización.
El comportamiento dinámico del vehículo es excelente y las pruebas en pista realizadas por expertos lo destacan frente a otros superdeportivos.

## Equipamiento
El equipamiento del Zonda cuenta con todos los elementos necesarios y estándares de confort. Algunos detalles son: cierre centralizado y control de elevalunas eléctrico, control de suspensión eléctrico, espejos accionados eléctricamente, climatizador automático, reproductor de CD y un escape cuádruple. Para marcar con claridad que se trata de un deportivo con ciertos aires de lujo, los propietarios reciben con cada ejemplar un juego de maletas de piel Schedoni y zapatos a tono con el interior del auto.

## Versiones

### Zonda C12

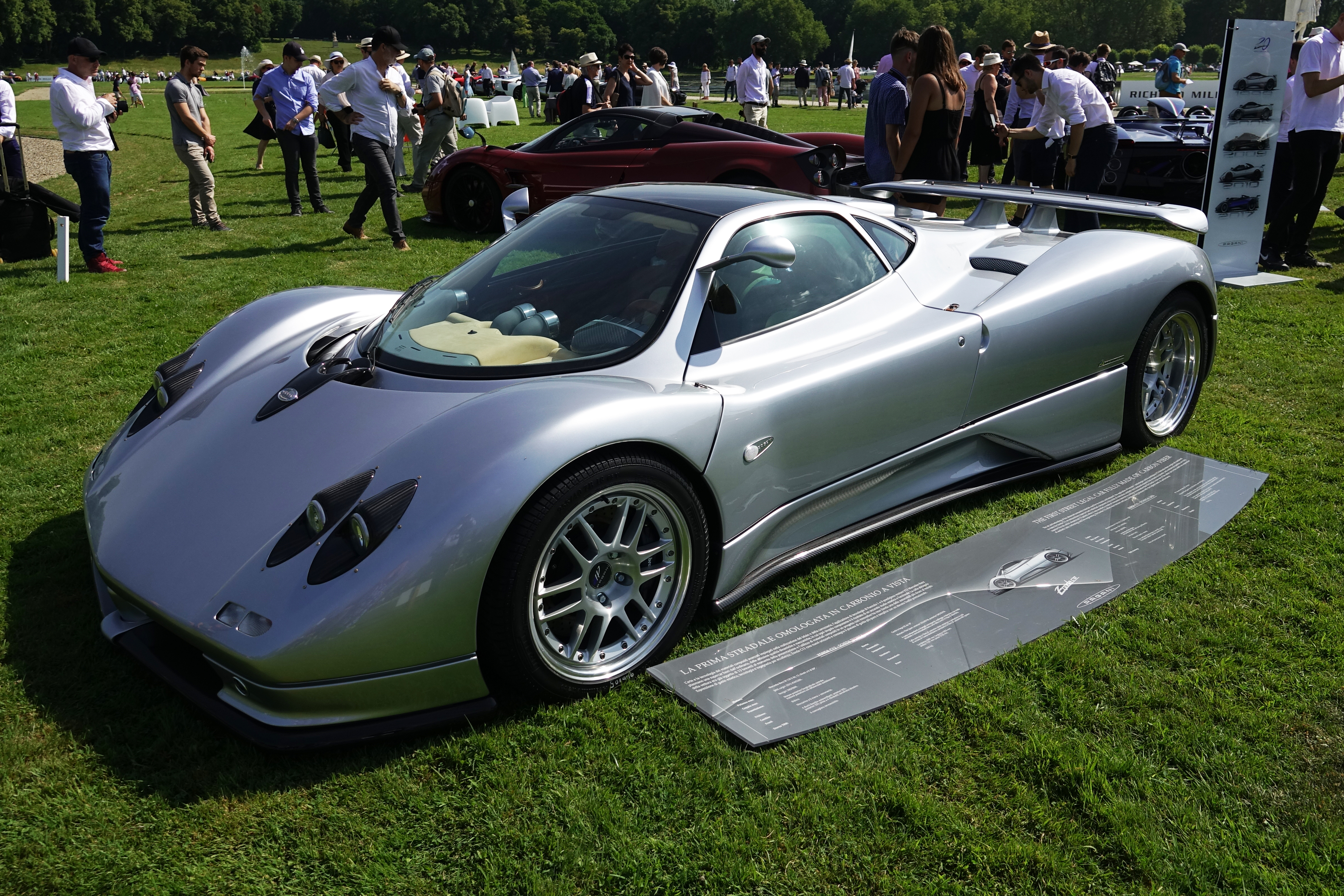
Zonda C12 en el Chantilly Arts & Elegance Richard Mille el 30 de junio de 2019.

El Pagani Zonda C12 fue presentado en el Salón del Automóvil de Ginebra en marzo de 1999 y salió a la venta en 2001. Fue la primera versión del Zonda y el primer vehículo de producción en serie de Pagani.
Las prestaciones de este primer Zonda son más modestas que las de los modelos posteriores de Pagani, aunque son lo suficientemente contundentes como para rivalizar con cualquier Ferrari o Porsche. Cuenta con un motor V12 de origen Mercedes-Benz de 5987 cm³ (6 litros) con una distribución de doble (DOHC) árbol de levas a la cabeza y 4 válvulas por cilindro (48 en total), con un régimen máximo (línea roja) de 7000 rpm, el cual impulsa al Zonda de 0 a 100 km/h (62 mph) en 4,8 segundos y le permite alcanzar una velocidad máxima de 298 km/h (185 mph). Cuenta con una transmisión manual de 6 velocidades, tracción trasera y pesa 1215 kg (2679 lb). El chasis es de fibra de carbono, acero y aluminio. La estructura tubular está hecha de acero al cromo-molibdeno y tiene una rigidez torsional muy alta, esto sumado a materiales livianos y resistentes como la fibra de carbono en la carrocería conforman un buen conjunto para un automóvil de máximo rendimiento.
La carrocería del Zonda C12 se regula en altura electrónicamente desde el interior. Los neumáticos delanteros son 255/40 R18 pulgadas (45,7 cm) y los traseros son 345/35 R18 pulgadas (45,7 cm).

### Zonda C12 S

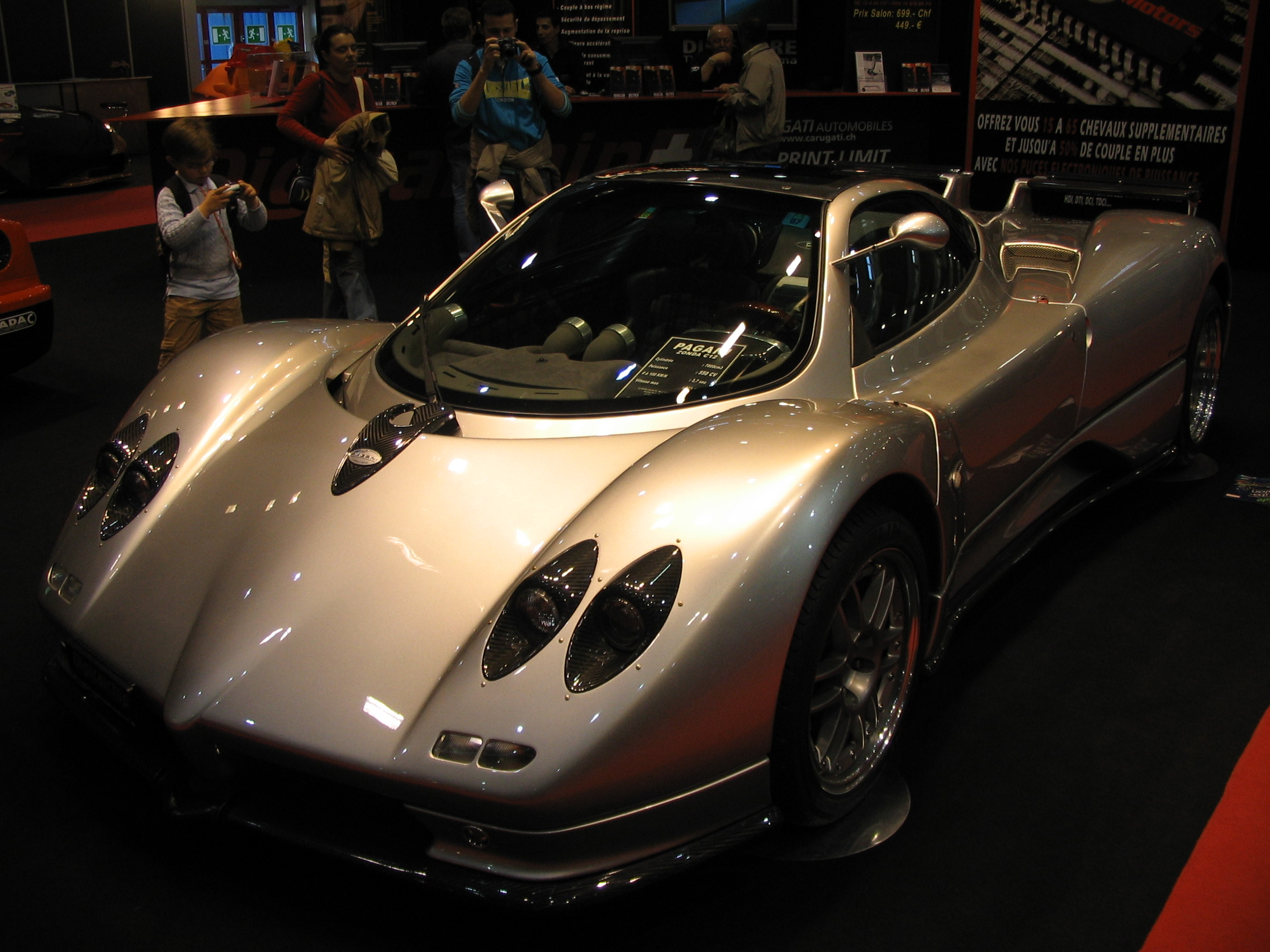
Versión C12 S el 18 de marzo de 2007.

En 2001 Pagani presentó el Zonda C12 S, que en este caso el motor V12 era de origen Mercedes-Benz y preparado por la firma AMG con 7010 cm³ (7 litros), alcanzaba los 550 CV (542 HP; 405 kW) de potencia, acoplado a una transmisión manual de 6 velocidades.
Pagani prestó especial atención a la carrocería curvilínea y a la plataforma del Zonda. El primero está hecho completamente de fibra de carbono y los marcos espaciales de acero al cromo molibdeno, que están unidos a una estructura central de fibra de carbono a través de un sistema patentado. Luego se atornilla una barra antivuelco de acero al cromo molibdeno y fibra de carbono al chasis. El paquete ligero acabado ofrece una gran rigidez y una seguridad impresionante; La certificación europea se completó en una sola prueba. Las suspensiones delantera y trasera están compuestas por brazos de doble horquilla con brazos de aluminio, resortes helicoidales sobre amortiguadores y barra estabilizadora. Los frenos son discos Brembo con ventilación asistida. Las atractivas llantas OZ de aluminio están envueltas por neumáticos Michelin Pilot.
El aseguramiento de la calidad está más allá de los estándares de Ferrari y Lamborghini, una declaración significativa en estos días. El ajuste, el acabado y el uso innovador de los materiales es inspirador. Combina esa atención al detalle con un paquete excepcionalmente rígido de 2750 lb (1247 kg) y el resultado es asombroso. Al igual que el exterior, el interior es decididamente el de Módena de la vieja escuela, ya que es la visión de un hombre de lo que debería ser un superdeportivo. Usted trepa por un vierteaguas ancho para deslizarse en un asiento de cubo de fibra de carbono cubierto de cuero. La cabeza y el espacio para las piernas son excelentes; la visibilidad frontal y lateral también es buena, aunque la visibilidad trasera se ve comprometida.
Lo que hace que el C12S sea realmente especial es la forma en que se ocupa de su negocio. Esta máquina es tan rápida que tienes que reorientar tu sentido de la velocidad.
Golpear el acelerador en segunda (para más de 90 mph (145 km/h)) y tercera velocidad (alrededor de 130 mph (209 km/h)) lleva el punto a casa. El viaje, incluso cuando pincha tres dígitos, es suave y estable, la suspensión absorbe las imperfecciones de la carretera. Solamente cuando los resortes se comprimen al frenar con fuerza, se siente lo irregular que está el asfalto.
En 2004 se mostró el Pagani Zonda C12 S Monza en el Salón del Automóvil de París. Tiene el mismo motor V12 de 7291 cm³ (7,3 litros), pero con 650 CV (641 HP; 478 kW). Esta versión fue realizada para un comprador italiano, dueño de otros dos Zonda.

### Zonda C12 S 7.3

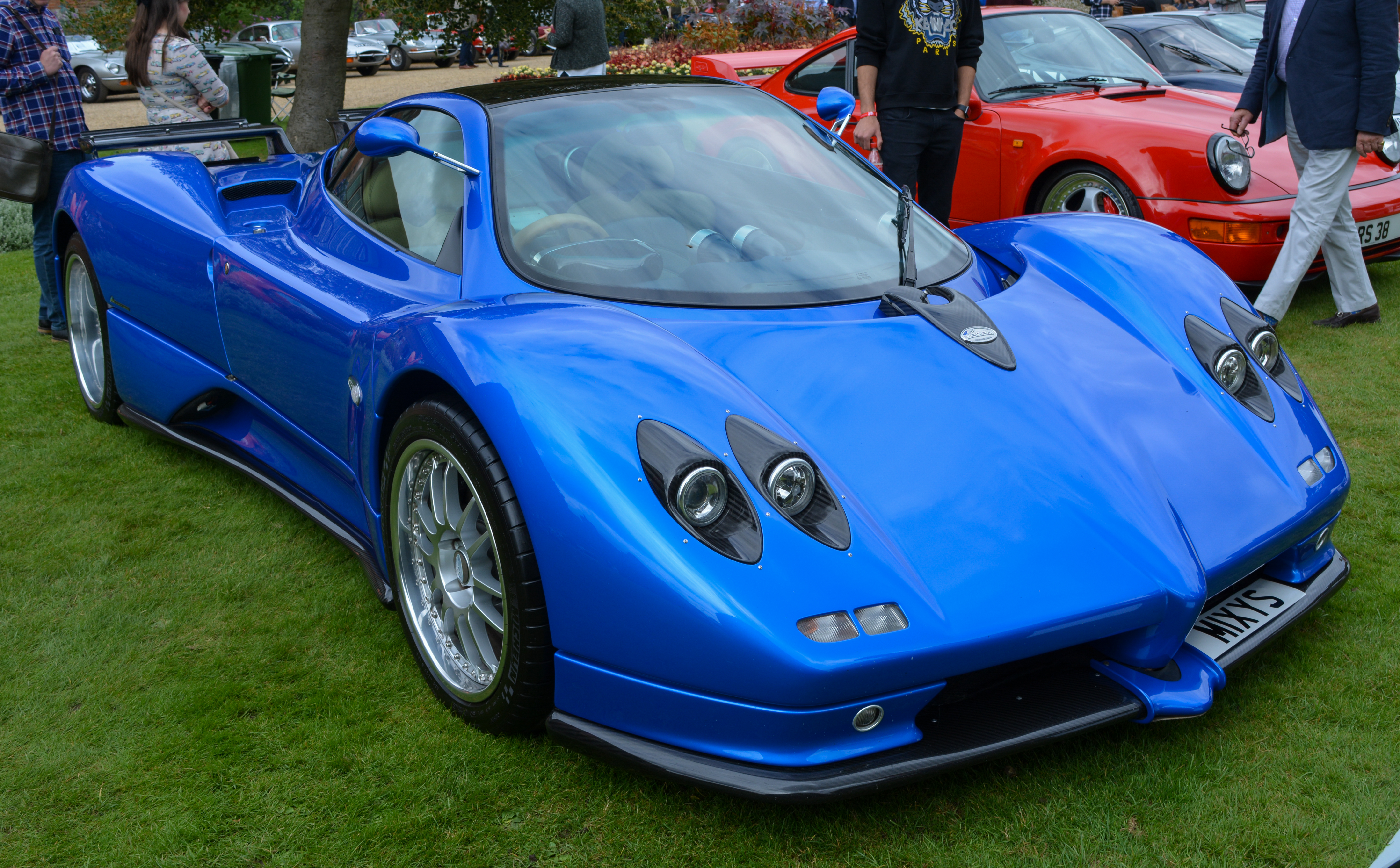
C12 S 7.3 de 2003.

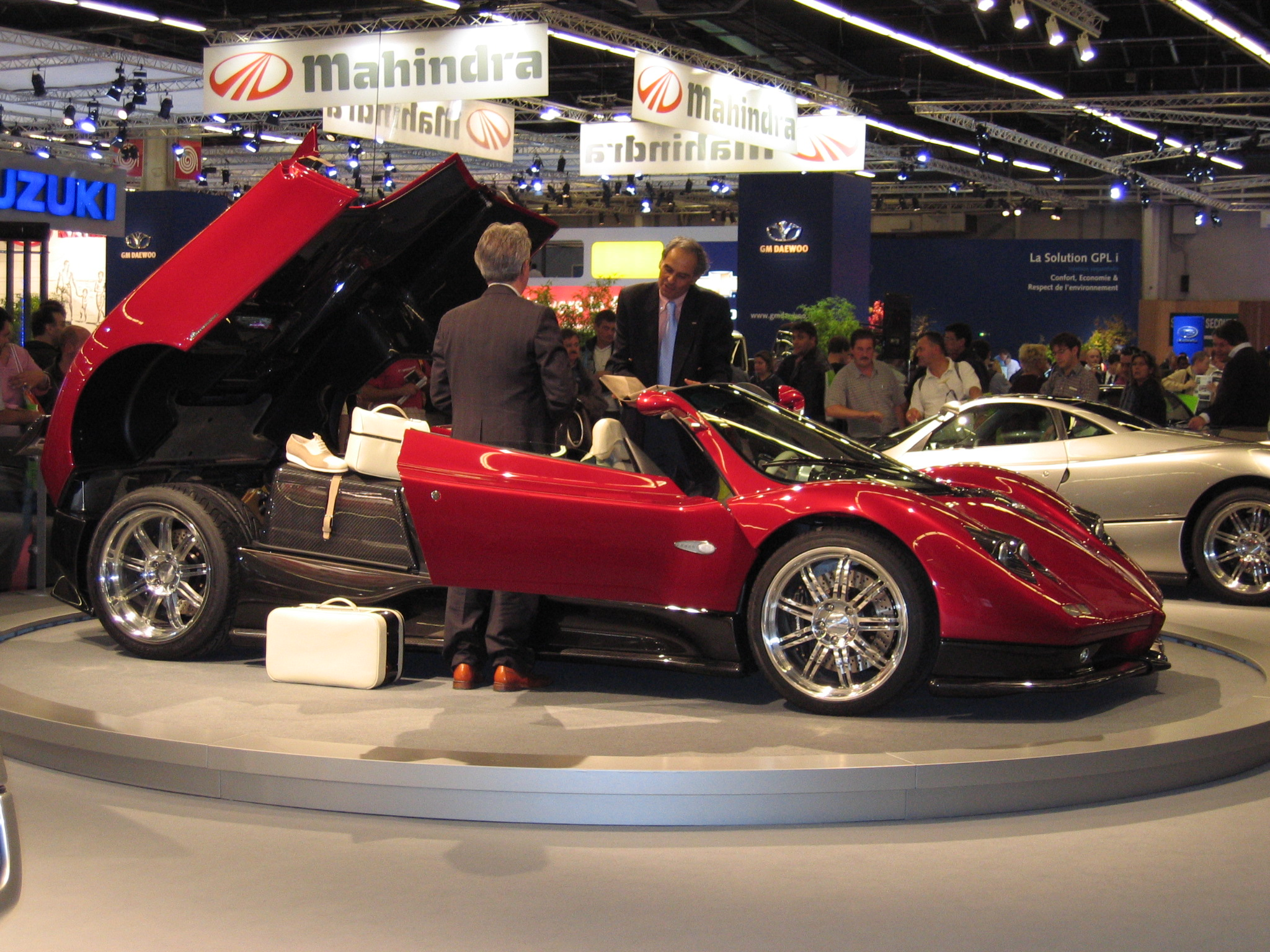
C12 S 7.3 Roadster en el Salón del Automóvil de París de 2004.

Después de comercializar con éxito el Zonda durante tres años, Pagani actualizó el Zonda en 2002 para incluir un nuevo V12 de 7291 cm³ (7,3 litros) y 555 CV (547 HP; 408 kW), cuyas mayores diferencias, según declaró Pagani, estaban "en la fuerza del motor en bajas vueltas".
Zonda ingresó al mercado de los súper autos con el amplio conocimiento de Pagani sobre la construcción de fibra de carbono. Antes del automóvil, Pagani fabricaba componentes de fibra de carbono para terceros. Ahora usan el Zonda para mostrar su alto nivel de artesanía en fibra de carbono y trabajar con él para hacer un superdeportivo superior. El auto está diseñado por el propio Horacio. La asistencia de estilismo temprana viene del gran Juan Manuel Fangio.
Nuevo para 2002 es la misma unidad motriz que se encuentra en el SL 73 AMG de 1995. Este es uno de los V12 más grandes jamás utilizados en un automóvil de carretera. Con mayor desplazamiento, no se obtienen caballos de fuerza adicionales, sino que lo que ofrece es más par antes en la banda de rpm. Para hacer frente al par adicional, el Zonda estaba equipado con control de tracción. Esta es una nueva característica del 7.3.
Al considerar el Zonda, es difícil no compararlo con el Ferrari Enzo. Ambos autos tienen un monocasco de fibra de carbono con una nave central, un V12 que conduce las ruedas traseras. Fácilmente, el Ferrari todavía tiene muchas ventajas. Gana en cambio, frenado, aerodinámica y manejo. Recuerde, estos son los aspectos más importantes relacionados con un coche de carreras. A pesar de eso, el Zonda gana en función del precio y la calidad de construcción (especialmente en el departamento de fibra de carbono). Ambos autos exclusivos corren a 60 mph en aproximadamente el mismo tiempo para que los adictos de 0-60 puedan llamar a los autos "incluso".
El hecho más notable detrás del Zonda es que, como recién llegado al mercado de los supercoches, todavía compite con Ferrari y Porsche. El Ferrari Enzo se ha beneficiado de cincuenta años de carreras de Ferrari, mientras que Pagani es completamente nuevo. Horacio Pagani ha hecho un trabajo que muy poca gente en el mundo podría hacer y es enfrentarse a Ferrari con su primer producto.
El Zonda C12 S 7.3 utiliza el mismo motor del Zonda C12, pero con la cilindrada aumentada a 7291 cm³ (7,3 litros). Tiene una potencia de 555 CV (547 HP; 408 kW) a las 5900 rpm y un par máximo de 553 lb·pie (750 N·m) a las 4050 rpm. Acelera de 0 a 100 km/h (62 mph) en 3.7 segundos y puede alcanzar una velocidad máxima de 335 km/h (208 mph). Se vendía a un precio de US$500 000.
Tiene un largo de 4435 mm (174,6 pulgadas), una altura de 1150 mm (45,3 pulgadas) y una anchura de 2054 mm (80,9 pulgadas). La distancia entre ejes es de 2730 mm (107,5 pulgadas) y pesa 1250 kg (2756 libras).
Los rines delanteros miden 9,5 x 18 pulgadas (24,1 x 45,7 cm) y los traseros 13 x 18 pulgadas (33,0 x 45,7 cm). Los neumáticos traseros miden 345/35 R18 pulgadas (45,7 cm) y los delanteros 255/40 R18 pulgadas (45,7 cm).

### Zonda F y F Clubsport

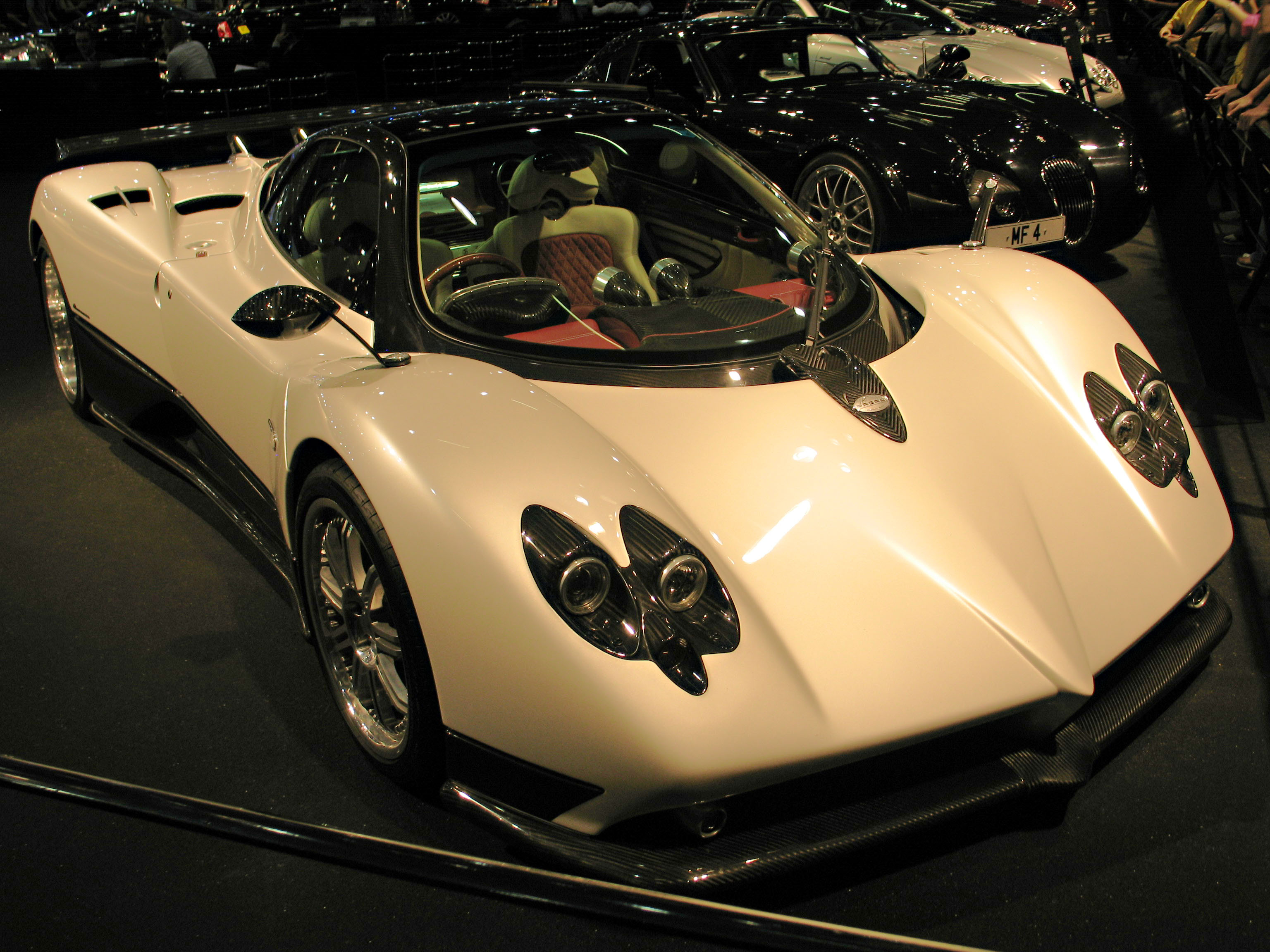
Zonda F Clubsport en el Salón del automóvil de Birmingham de 2008.

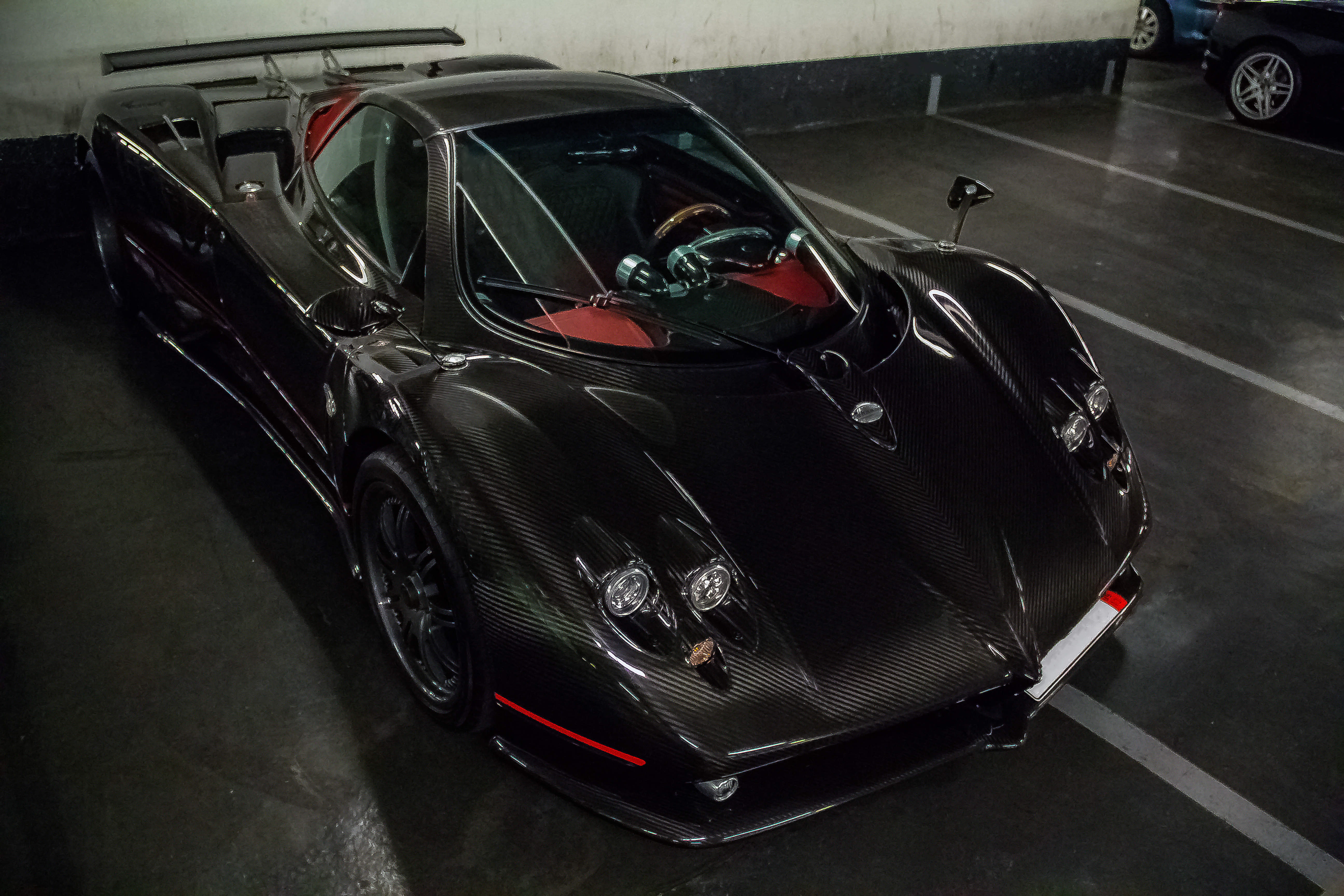
Zonda F Roadster en 2013.

El Zonda F fue presentado en el Salón del Automóvil de Ginebra de 2008 como la evolución del Zonda C12 S 7.3. Se trataba de una actualización que mantenía el modelo al día de las exigencias del mercado. Como curiosidad cabe destacar que la letra F del nombre deriva de "Fangio", apellido del famoso piloto Juan Manuel Fangio, por quien Horacio Pagani siente una profunda admiración. La potencia del modelo fue aumentada en 47 CV (34,6 kW), situándola así en 602 CV (594 HP; 443 kW). También se hicieron algunos cambios al nivel de la carrocería, como un rediseño del frontal y en especial de la parrilla, la inclusión de unas pequeñas tomas de aire en las aletas traseras, un nuevo alerón o un nuevo difusor, entre otras.
Una versión descapotable denominada "Roadster F" fue presentada un año más tarde en el mismo Salón de Ginebra. El Zonda Roadster F tiene la cualidad de siendo un descapotable, pesar lo mismo que la versión cerrada. Esta última característica se debe al intensivo estudio en fibra de carbono que contrarresta el peso añadido por los refuerzos en su estructura. El Roadster F también se diferencia del cupé en su motor, aunque es el mismo en este genera 48 CV (35,3 kW) más, situándolo en 650 CV (641 HP; 478 kW). Una versión más deportiva del cupé y más orientada al circuito, aunque legal para circular, también se creó. Esta última se denomina Zonda F Clubsport. Hereda el motor del Roadster F con 650 CV (641 HP; 478 kW) de potencia. Este modelo tiene unas prestaciones superiores a las de sus rivales en su momento. Acelera de 0 a 100 km/h (62 mph) en 3.6 segundos y alcanza una velocidad máxima de 345 km/h (214 mph). Las prestaciones de la versión Zonda F Clubsport le permitieron batir el récord de vuelta en el circuito de Nürburgring Nordschleife, aunque más tarde fue batido por otros automóviles, como el Gumpert Apollo o el Dodge Viper SRT-10 ACR.

### Zonda Cinque

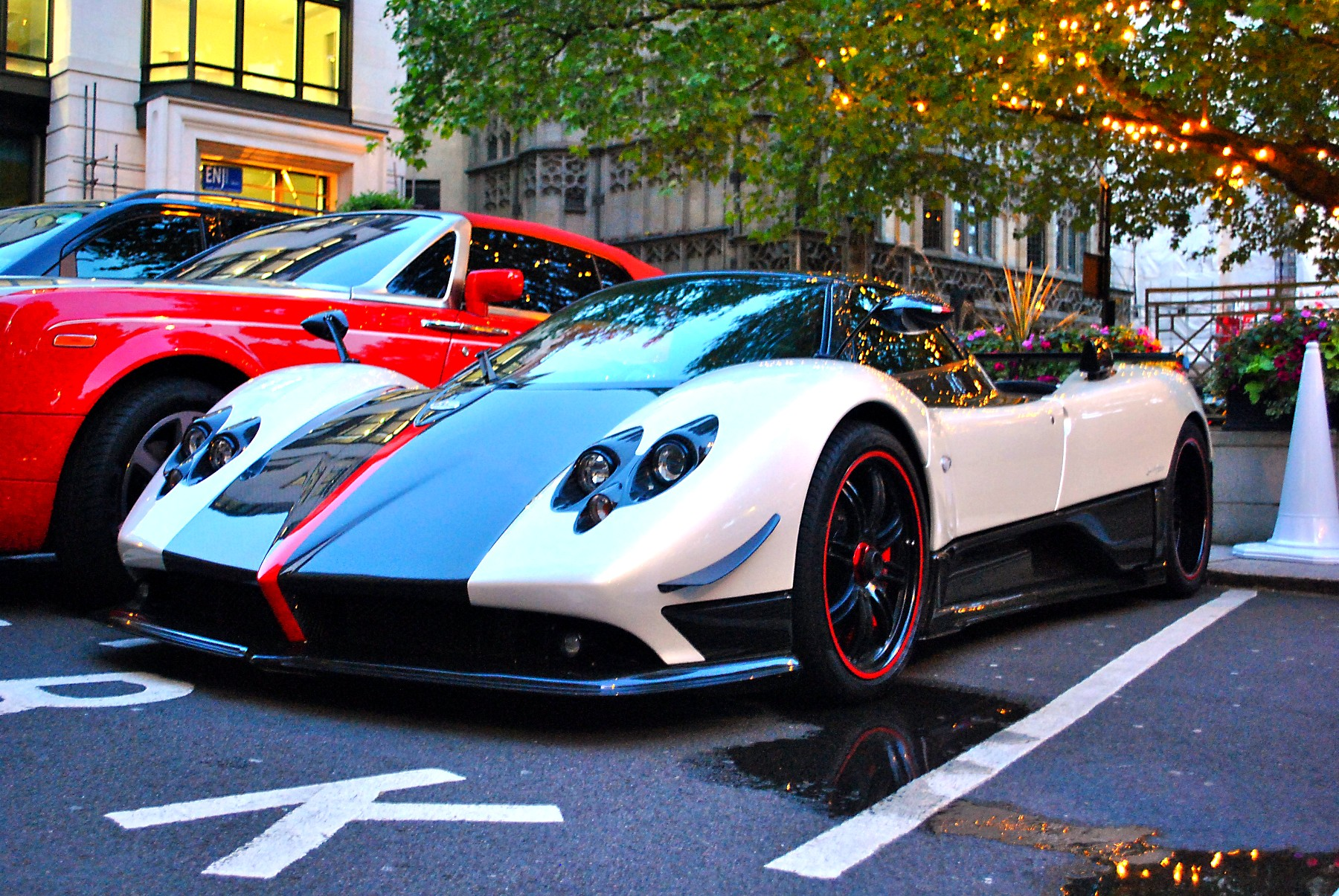
Zonda Cinque.

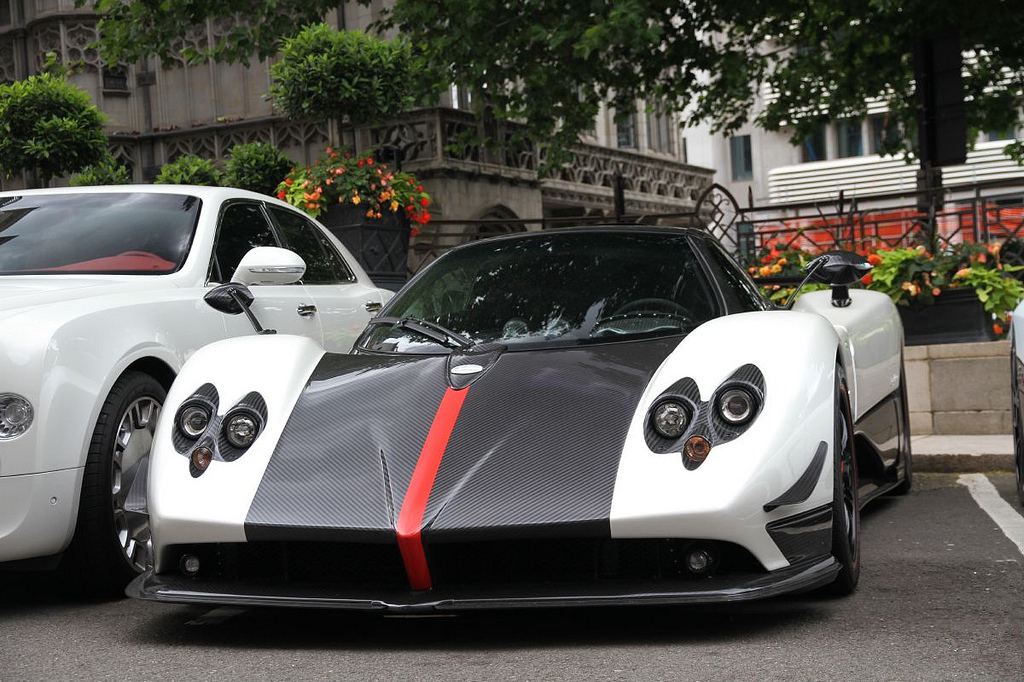
Zonda Cinque Roadster en Londres en 2011.

El Zonda Cinque está basado en el Zonda R y fue vendido a un precio de US$1 245 000. Se fabricaron solamente cinco unidades homologadas para la carretera, de las cuales cinco fueron en versión cupé y otras cinco en versión roadster. Se menciona que fueron hechos bajo el pedido de una concesionaria de Hong Kong.
La carrocería está construida completamente en carbono-titanio y pesa poco menos de 1250 kg (2756 libras). El chasis está construido en fibra de carbono, acero y aluminio para carreras. Tiene un motor V12 de origen Mercedes-AMG de 7291 cm³ (7,3 litros) con 678 CV (669 HP; 499 kW) de potencia y un par máximo de 575 lb·pie (780 N·m). Acelera de 0 a 60 mph (97 km/h) de 3.4 segundos y de 0 a 124 mph (200 km/h) en 9.6 segundos. Frena de 100 km/h (62 mph) a 0 en apenas 3.5 segundos y además es capaz de soportar una aceleración lateral de 1.45 Gs. Su velocidad máxima es mayor de 355 km/h (221 mph). Monta una transmisión manual Cima de seis velocidades y el interior está construido en cuero, fibra de carbono y otros materiales de alta calidad.
La versión de uso legal en las calles del Zonda R tenía ABS de Bosch, control de tracción y frenos carbono-cerámicos autoventilados de Brembo, con unos discos frontales de 380 x 34 mm (15,0 x 1,3 pulgadas) de seis pistones y cuatro pistones en la parte trasera.
La versión Roadster tenía un precio de 1 300 000 €, que era capaz de acelerar de 0 a 60 mph (97 km/h) en 3.4 segundos y alcanzaba los 200 km/h (124 mph) en menos de 10 segundos, con una velocidad máxima de 217 mph (349 km/h).
De la misma manera que la versión cupé, el Roadster tiene un sistema de escape de cerámica forrado en titanio, así como también rines de una aleación de titanio y magnesio, con una suspensión del mismo material.

### Zonda Tricolore

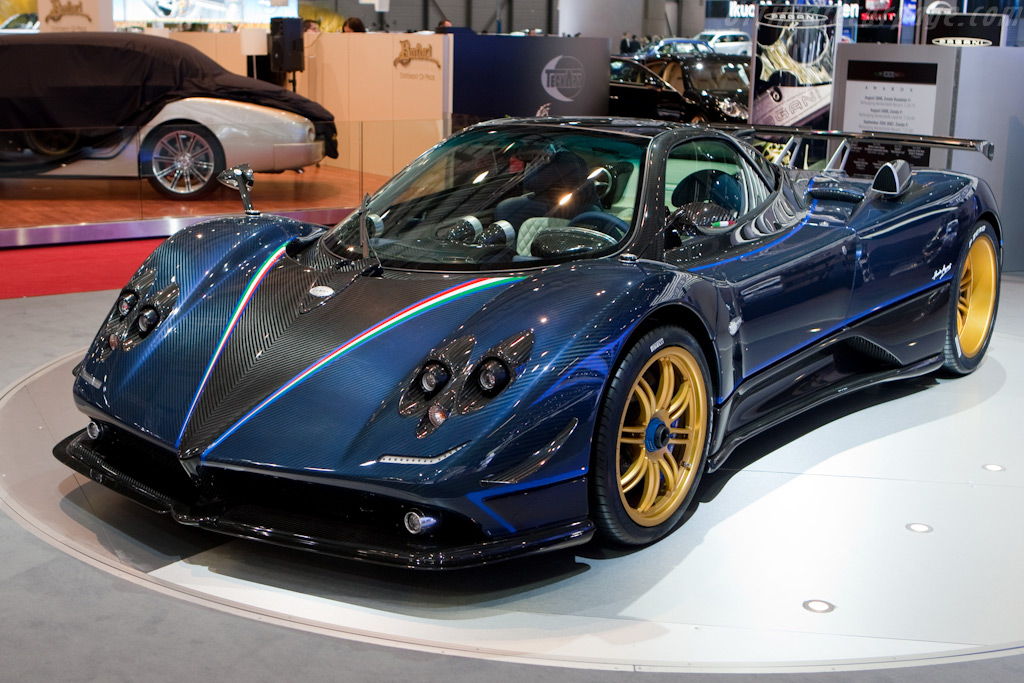
Tricolore de 2010.

Además de la carrocería de fibra de carbono color azul en esta versión, también llaman la atención las banderas italianas y, sobre todo, dos detalles característicos: el sistema de iluminación adicional con Led y una aleta dorsal de fibra de carbono estilo tiburón sobre la tapa que cubre el vano del motor. Se diferencia estéticamente de las otras versiones por una carrocería construida enteramente en fibra de carbono y titanio, tratada posteriormente para conseguir una coloración azul. En sí es un homenaje a los Frecce Tricolori, la patrulla acrobática de la Fuerza aérea italiana. La inspiración aeronáutica parece recorrer la carrocería, así como detalles estéticos en la forma de unas pinzas (cálipers) de freno pintadas también en color azul.
El habitáculo interior también ha sido decorado a juego con el exterior con una tapicería de piel teñida de azul y tela blanca, con una inscripción que hace referencia al carácter exclusivo de esta unidad y el escudo de Guarnieri sobre el reposacabezas de los asientos deportivos. También se incluyen los tapizados de cuero teñido en color azul, aunque presenta una combinación con la fibra de carbono desnuda y tonos blancos.
Al estar basado en el Zonda Cinque, lleva el mismo V12 atmosférico de 7291 cm³ (7,3 litros) de origen AMG que desarrolla cerca de 680 CV (671 HP; 500 kW), acoplado a una caja de cambios secuencial y neumáticos traseros como rodillos, con lo que es capaz de acelerar hasta los 100 km/h (62 mph) por encima de los 3 segundos y alcanzar los 350 km/h (217 mph).

### Zonda R

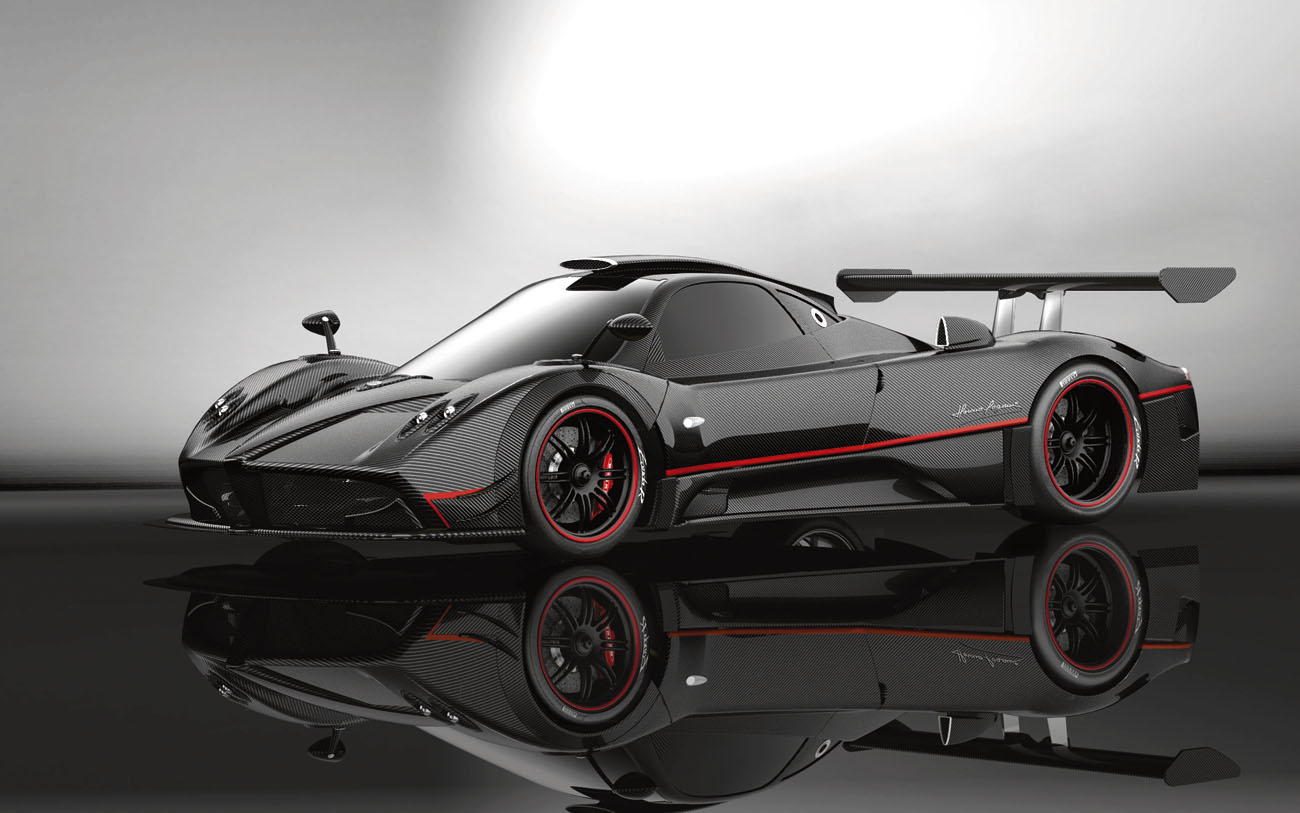
Zonda R.

El Zonda R es uno de los automóviles más caros y más rápidos del mundo. Se han fabricado solamente 15 unidades, cuyo precio es de 1 400 000 €. No está homologado para la calle, ya que es un superdeportivo solamente para el circuito. Tiene un V12 Mercedes-AMG de 750 CV (740 HP; 552 kW) que es sostenido por tubos de titanio, al mismo tiempo que su estructura es casi en su totalidad de fibra de carbono con hilos de titanio para incrementar su resistencia; esto hace que peso sea de 1070 kg (2359 lb) que ayuda en su arranque de 0 a 100 km/h (62 mph) en solamente 2.7 segundos, cifra superada por algunos deportivos muy exclusivos como el Bugatti Veyron. Su velocidad máxima es de 369 km/h (229 mph), aunque las exigencias de pista pueden modificar esto, por lo que se calcula una velocidad máxima de 390 km/h (242 mph) si las condiciones son las adecuadas. Muestra de ello fue el resultado que mostró en una prueba a la famosa pista de Nürburgring con un tiempo de 6 minutos 47.553 segundos en la categoría de "coches derivados del modelo de producción".
El alerón trasero es gigantesco, al igual que el difusor de aire en la parte baja de la trasera. Los cuatro escapes situados en posición central y rodeados de un perfil ovalado que lo diferencia del resto de versiones del Zonda, impresiona desde el primer momento y promete un sonido realmente impresionante.
Toda la carrocería es de fibra de carbono, desde la primera hasta la última pieza, otro detalle más que nos indica que se trata de un auténtico coche de carreras.
El color oscuro de la carrocería crea una combinación perfecta con las llantas de aleación doradas calzadas con slicks Pirelli especialmente desarrollados para este coche. Y una fina línea adhesiva simulando la bandera italiana recorre la parte de arriba de la carrocería de detrás a delante: verde delante, blanco en el medio y rojo detrás.
Una pequeña ventanilla de plástico como en un coche de carreras deja ver un interior que combina el aspecto de carreras con los detalles típicos de un deportivo de superlujo.
El volante es precioso, tiene el marcador de revoluciones en el centro del aro y los botones están dispuestos en los dos radios laterales. Detrás del volante, una pantalla electrónica entrega el resto de datos necesarios para sacarle el máximo partido al Zonda R en circuito.
El suelo del coche no tiene ningún tipo de lujos ni refinamientos, vas sentado sobre un asiento backet de fibra de carbono, anclado al suelo de fibra de carbono y con un salpicadero de fibra de carbono lleno de interruptores.

### Zonda Revolución

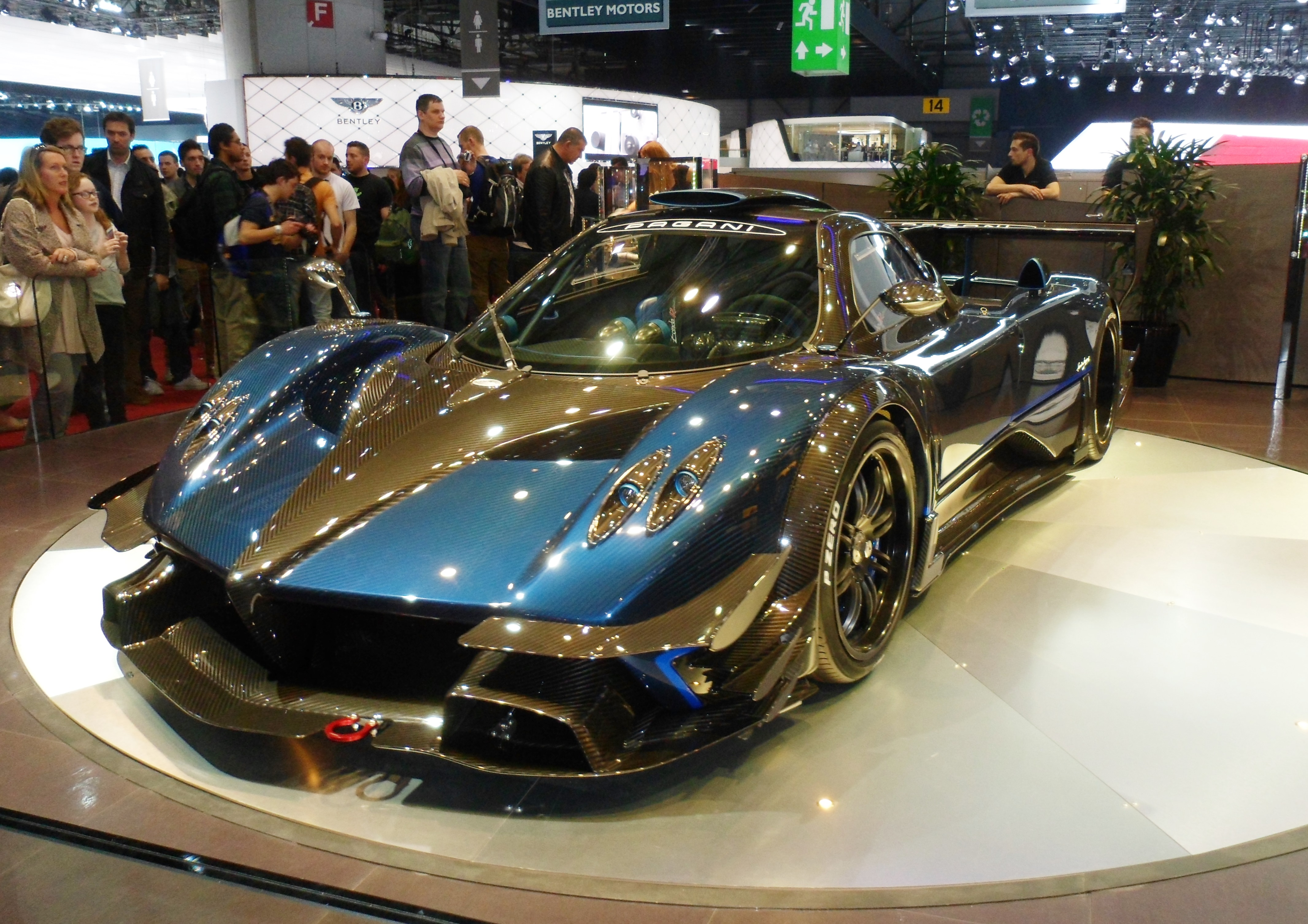
Zonda Revolución en el Salón del Automóvil de Ginebra de 2014.

Tras varias ediciones limitadas de despedida y el Zonda R, Pagani decidió poner punto final al modelo con una versión especial denominada Revolución, una evolución del Zonda R.
La carrocería es del tipo monocasco y está construida en fibra de carbono y titanio, para mantener el peso que no supere los 1070 kg (2359 lb). El motor proviene de Mercedes-AMG y es una evolución del motor del Zonda R. El V12 de 5987 cm³ (6 litros) desarrolla una potencia máxima de 800 CV (789 HP; 588 kW), es decir, 50 CV (36,8 kW) más que el Zonda R y un par máximo de 730 N·m (538 lb·pie), dando como resultado una relación peso a potencia de 748 CV (738 HP; 550 kW) por tonelada. La caja de cambios encargada de transmitir toda esa fuerza a las ruedas traseras es una transmisión secuencial de 6 velocidades que realiza los cambios entre marchas en 20 milisegundos.
Para soportar la gran cantidad de par que genera el motor, Pagani ha realizado el eje de transmisión en titanio. Por eso dispone de un sistema de control de tracción desarrollado por Bosch con 12 ajustes diferentes, un sistema de frenado ABS que se ve completado con unos discos CCMR de la marca Brembo con una tecnología similar a la utilizada en la F1. De ese mismo deporte está extraído el sistema DRS que han incluido en esta evolución. La aerodinámica del vehículo también ha sido revisada, añadiendo nuevos deflectores y un nuevo alerón trasero.
Se podrá disfrutar del Zonda Revolución únicamente en circuito, ya que no está homologado para circular por carretera abierta al tráfico. El Zonda Revolución, como todas las excelencias de Pagani, están hechas a mano en Atelier en San Cesario sul Panaro. Se fabricaron solamente cinco unidades a un precio de 2 200 000 € más impuestos.

### Zonda HP Barchetta

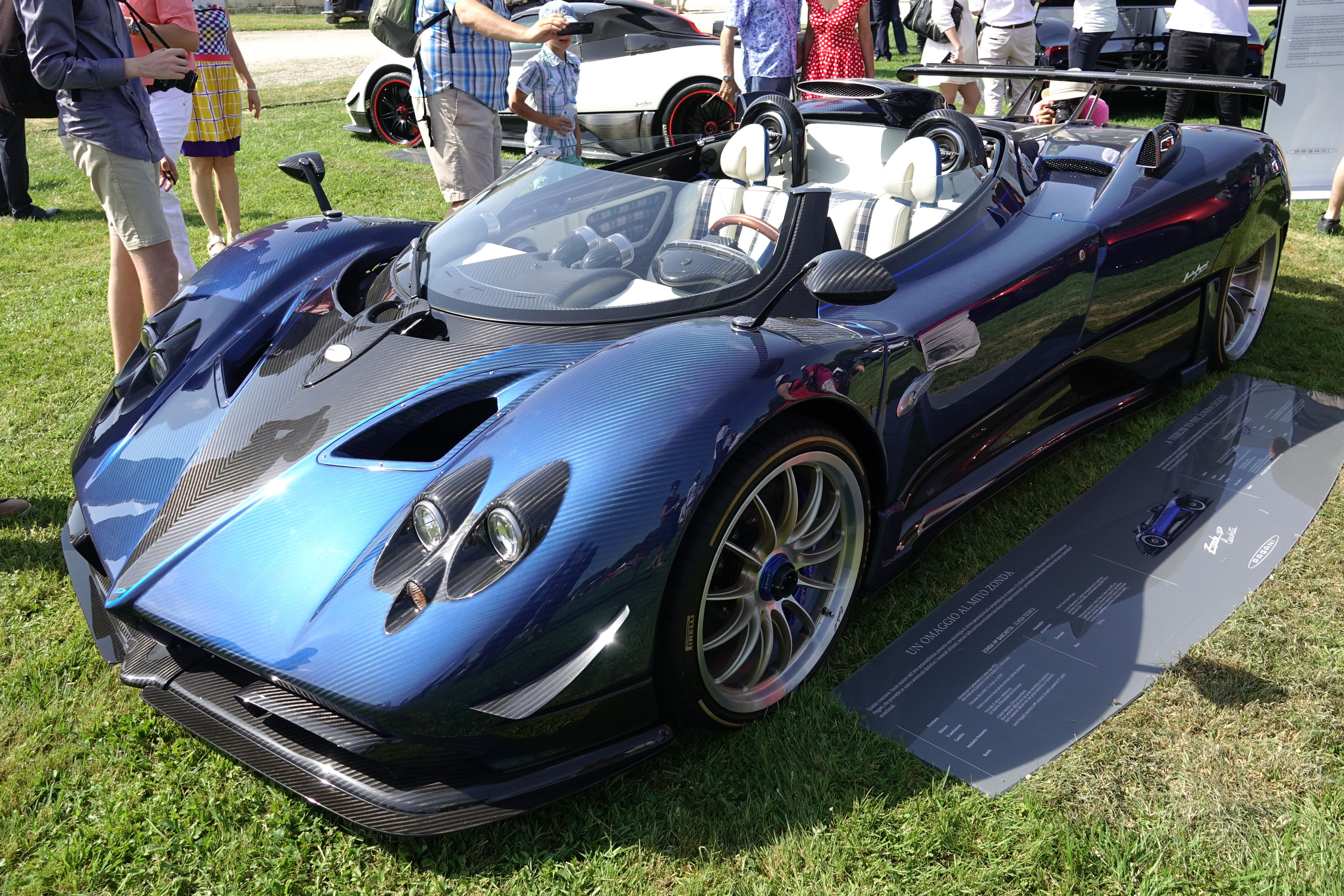
Zonda HP Barchetta en el Chantilly Arts & Elegance Richard Mille el 30 de junio de 2019.

El Zonda dejó de fabricarse de forma oficial para ser sustituido por el Pagani Huayra, aunque Pagani ha seguido fabricando su primer superdeportivo para los clientes más especiales de la marca en forma de One-Off. Ese programa único añade la enésima iteración del Zonda como capricho del propio Horacio Pagani y en edición limitada a solamente tres unidades a un precio de US$1 500 000 cada uno y sirviendo como verdadero punto final a la saga Zonda, según ha dado a entender el fabricante en su presentación en Pebble Beach en 2017.
El Zonda HP Barchetta hace gala de la primera carrocería Barchetta o Speedster vista en Pagani. Este modelo es posiblemente el más especial de los Zonda fabricados con un sinfín de detalles únicos y elementos adquiridos de otros modelos de la familia Zonda y Huayra, lo cual lo hace un coche único por su diseño y su concepción.
Las siglas HP no tiene otra explicación que la de hacer honor a la especificación llevada a cabo por Horacio Pagani, pero este sello podría esconder aún más secretos y es que además de sus características pinceladas de diseño, la puesta a punto y el conjunto técnico también serían muy diferentes al resto de Zonda fabricados. Horacio Pagani ha querido fabricar un coche realmente único tomando elementos vistos en toda su trayectoria como fabricante.
En su diseño exterior cabe destacar la adopción de un parabrisas recortado, una toma de aire motor sobreelevada, rines de 20 pulgadas (50,8 cm) y 21 pulgadas (53,3 cm) inspiradas en el nuevo Pagani Huayra Roadster, carrocería en fibra de carbono azul, aditamentos aerodinámicos tomados de los Zonda Cinque y Fantasma Evo o pasos de rueda traseros semicarenados como el Zonda ZoZo.
Tiene un motor de 7291 cm³ (7,3 L; 444,9 plg³) con una potencia máxima de 800 CV (789 HP; 588 kW) y un par máximo de 850 N·m (627 lb·pie), frenos de disco ventilados carbono-cerámicos de 380 mm (15,0 pulgadas) y amortiguadores Öhlins ajustables.

## Especificaciones
| Modelos                         | C12                                | C12 S                              | C12 S 7.3                          | Zonda F                            | Zonda F Clubsport                  | Zonda Cinque                       | Zonda R                            | Zonda Revolución                   |
| ------------------------------- | ---------------------------------- | ---------------------------------- | ---------------------------------- | ---------------------------------- | ---------------------------------- | ---------------------------------- | ---------------------------------- | ---------------------------------- |
| Código de motor                 | M120 E60                           | M120 E70                           | M120 E73                           | M120 E73                           | M120 E73                           | M120 E73                           | GT 112                             | GT 112                             |
| Cilindrada                      | 5987 cm³ (6 litros)                | 7010 cm³ (7 litros)                | 7291 cm³ (7,3 litros)              | 7291 cm³ (7,3 litros)              | 7291 cm³ (7,3 litros)              | 7291 cm³ (7,3 litros)              | 5987 cm³ (6 litros)                | 5987 cm³ (6 litros)                |
| Diámetro x carrera              | 89 x 80,2 mm (3,50 x 3,16 plg)     | 89,7 x 92,4 mm (3,53 x 3,64 plg)   | 91,5 x 92,4 mm (3,60 x 3,64 plg)   | 91,5 x 92,4 mm (3,60 x 3,64 plg)   | 91,5 x 92,4 mm (3,60 x 3,64 plg)   | 91,5 x 92,4 mm (3,60 x 3,64 plg)   | 89 x 80,2 mm (3,50 x 3,16 plg)     | 89 x 80,2 mm (3,50 x 3,16 plg)     |
| Relación de compresión          | 10.0:1                             | 10.0:1                             | 10.5:1                             | 10.5:1                             | 10.5:1                             | 10.5:1                             | 10.0:1                             | 10.0:1                             |
| Potencia máxima                 | 394 CV (389 HP; 290 kW) @ 5200 rpm | 500 CV (493 HP; 368 kW) @ 5500 rpm | 555 CV (547 HP; 408 kW) @ 5900 rpm | 602 CV (594 HP; 443 kW) @ 6150 rpm | 650 CV (641 HP; 478 kW) @ 6200 rpm | 678 CV (669 HP; 499 kW) @ 6200 rpm | 750 CV (740 HP; 552 kW) @ 7500 rpm | 800 CV (789 HP; 588 kW) @ 8000 rpm |
| Par máximo                      | 570 N·m (420 lb·pie) @ 3800 rpm    | 720 N·m (531 lb·pie) @ 3900 rpm    | 750 N·m (553 lb·pie) @ 4050 rpm    | 760 N·m (561 lb·pie) @ 4000 rpm    | 780 N·m (575 lb·pie) @ 4000 rpm    | 780 N·m (575 lb·pie) @ 4000 rpm    | 710 N·m (524 lb·pie) @ 5700 rpm    | 730 N·m (538 lb·pie) @ 5800 rpm    |
| Aceleración 0-100 km/h (62 mph) | 4.8 segundos                       | 3.8 segundos                       | 3.7 segundos                       | 3.6 segundos                       | 3.5 segundos                       | 3.4 segundos                       | 2.7 segundos                       | 2.6 segundos                       |
| Peso                            | 1250 kg (2756 libras)              | 1250 kg (2756 libras)              | 1250 kg (2756 libras)              | 1230 kg (2712 libras)              | 1230 kg (2712 libras)              | 1210 kg (2668 libras)              | 1070 kg (2359 libras)              | 1070 kg (2359 libras)              |

## En competición

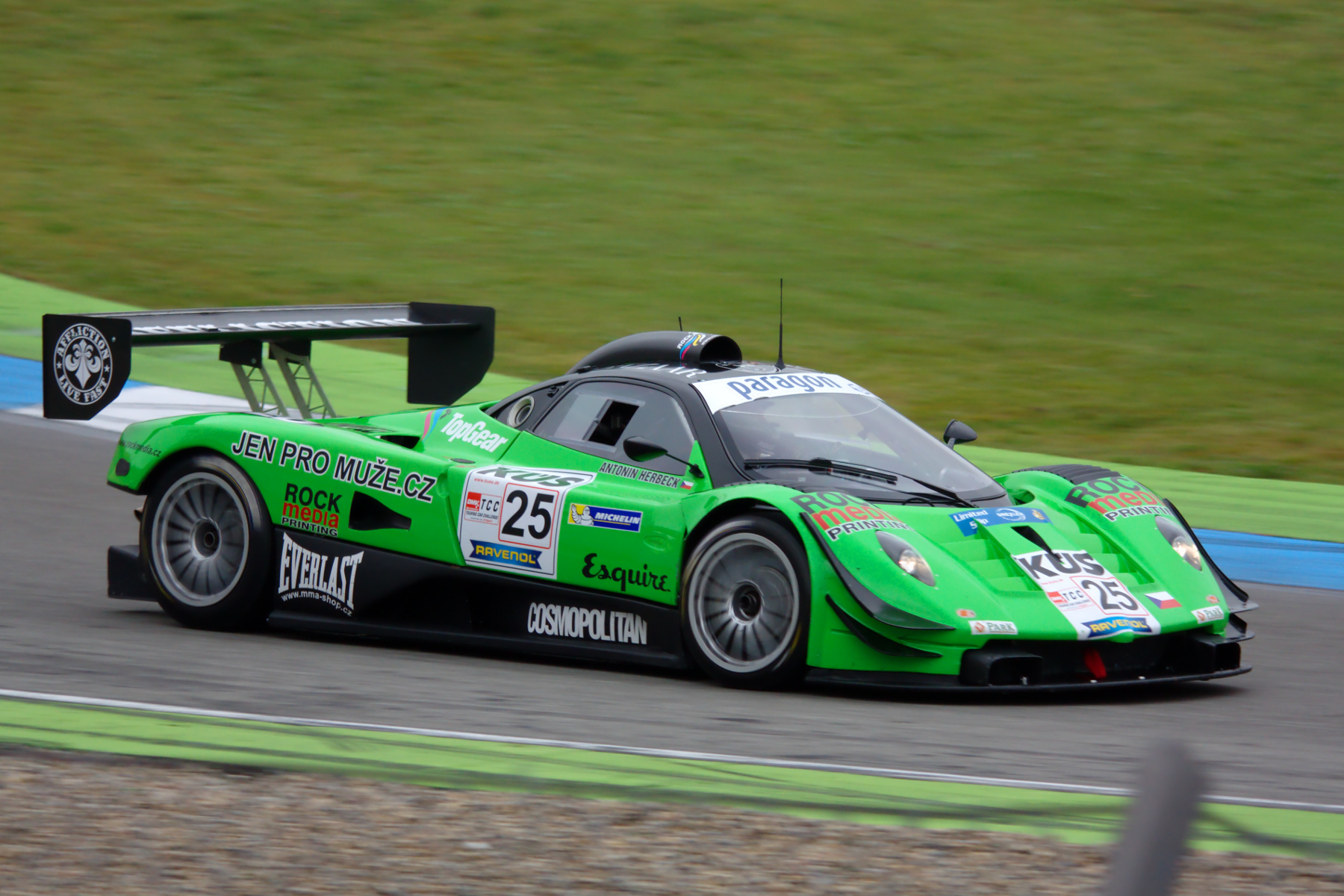
Zonda GR HH en Alemania en 2014.

Dos semanas antes de que comenzara la temporada de carreras de ALMS con las 51° 12 Horas de Sebring, Carsport Modena debutó con su nuevo y fascinante proyecto GTS: el Zonda GR. El primer GR, que acababa de completar con éxito una prueba de despliegue, hizo su debut en la prensa con gran estilo en un club nocturno belga y contó con la presencia de todos los principios involucrados en el proyecto, incluidos Paul Kumpen, Toine Hezemans y Tom Weickardt, además de los conductores Anthony Kumpen y Mike Hezemans. El GR haría su debut en carreras en Sebring bajo el nuevo estandarte 'Carsport America' (anteriormente American Viper Racing), que también presentara uno de sus Viper GTS-R durante las 12 horas.
La prueba del coche fue bastante bien. Hezemans y Kumpen dieron unas 40 vueltas en la nueva pista "Adria track", cerca de Venecia. Según ambos conductores, el coche se siente muy rígido y tiene el carácter de un monoplaza.
Ya ha habido interés en un automóvil para clientes, que Carsport Modena planea desarrollado en 2004 y que con suerte cumpliría el mismo papel que los Vipers (construidos por Oreca).
Tom Weickardt esperaba mucho del coche y dijo que el automóvil que se presentó en Hasselt. Se quedaría en Estados Unidos después de competir en Sebring. Carsport America (el equivalente estadounidense de Carsport Modena) planeaba correr el coche durante la serie ALMS completa de 2003. El joven piloto mexicano Ricardo Gonzáles se emparejaría con el as francés Jean Philippe Belloc. El segundo automóvil estaba en construcción en la fábrica de Pagani cerca de Módena, Italia. Este coche sería conducido en Le Mans este año por Mike Hezemans, Anthony Kumpen y David Hart. Hart, quien condujo para el equipo Carsport en 2000, podría estar en línea para el tercer puesto de piloto en Sebring.
El Pagani Zonda C12 S jugaba el papel principal en el nuevo y ambicioso proyecto de Toine Hezemans. Bajo la bandera de una empresa de nueva creación, Carsport Modena, Hezemans estaba desarrollando una versión de carreras del Pagani Zonda C12 S. Massimo Del Prete (ex ingeniero de Audi) y el creador de Los Zonda, Horacio Pagani, son figuras clave en el proceso de desarrollo. Los socios financieros en Carsport Modena son, Paul Kumpen (BEL) y Tom Weickardt (Estados Unidos). El objetivo de este proyecto, Le Mans.
Carsport Modena ha adquirido los derechos mundiales para desarrollar, construir y vender el corredor GTS en esa temporada la principal. El objetivo era el desarrollo del automóvil, por lo que una versión para el cliente estaría disponible en 2004.
El proyecto tenía un cronograma ajustado, no solamente el automóvil, sino también el motor es un proyecto interno. El motor V12 de 6 litros de Mercedes se desarrolló y ajustó en cooperación con BTD en Bélgica, con una potencia máxima de 600 CV (592 HP; 441 kW) a las 5800 rpm y un par máximo de 580 lb·pie (786 N·m) a las 4300 rpm, con una velocidad máxima de 320 km/h (199 mph) y una aceleración de 0 a 100 km/h (62 mph) en 3.3 segundos. La carrocería trasera del coche se ha reducido en 4 cm (1,57 pulgadas) para cumplir con las regulaciones. La sección frontal se ha ampliado. La caja de cambios es una Hollinger secuencial de 6 velocidades. El peso del automóvil era de 1100 kg (2425 libras).
Para cumplir con las regulaciones, el Pagani tenía que hacer una carrera antes de Le Mans, estas eran las 12 horas de Sebring. Sebring es conocida como una de las carreras más duras que existen. Bajo la bandera de Carsport America (equipo recién fundado por los tres socios) un Pagani ha sido inscrito en la clase GTS. Los conductores confirmados son Mike Hezemans (NED) y Anthony Kumpen (BEL).